# Bulbophyllum maboroense
Bulbophyllum maboroense là một loài phong lan thuộc chi Bulbophyllum.